# Cruella (film)

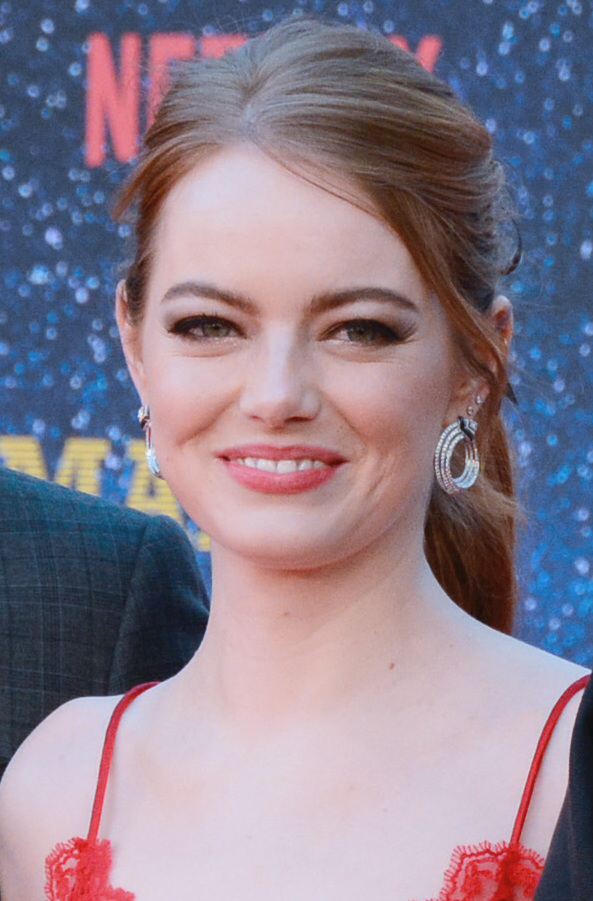
Emma Stone, odtwórczyni tytułowej roli

Cruella – amerykańska komedia kryminalna z 2021 roku w reżyserii Craiga Gillespiego z Emmą Stone w roli tytułowej na podstawie postaci Cruelli de Mon z powieści Dodie Smith 101 dalmatyńczyków oraz jej ekranizacji pod tym samym tytułem – filmu animowanego z 1961 i filmu aktorskiego z 1996 roku.
Światowa premiera filmu miała miejsce 18 maja 2021 w Los Angeles. W Polsce zadebiutował 28 maja tego samego roku. Film otrzymał Oscara za najlepsze kostiumy.

## Fabuła
W 1964 roku 12-letnia Estella Miller jest kreatywnym dzieckiem marzącym o byciu projektantką mody, jednak ze względu na jej naturalne dwukolorowe włosy i ostry temperament jest wyrzutkiem w swej szkole. Jej matka – Catherine często wobec niej używa przezwiska „Cruella” z powodu temperamentu i próbuje zachęcić ją, by była milsza. W końcu Estella zostaje przez swoje buntownicze zachowanie relegowana ze szkoły i wraz z matką przeprowadza się do Londynu. Catherine zatrzymuje się na moment w Suffolk u swej znajomej, arystokratki baronowej von Hellman, z prośbą o zapomogę. Wkradając się do środka, Estella gubi naszyjnik matki, ścigana przez psy rasy dalmatyńczyk von Hellmanów, które spychają Catherine z balkonu nad urwiskiem i powodują jej śmierć. Estella czując, że sama do tego doprowadziła ucieka z rezydencji von Hellmanów i włóczy się po londyńskich ulicach, gdzie zaprzyjaźnia się z małoletnimi kieszonkowcami-sierotami, Jasperem i Horacym.
W 1977 roku dorośli Estella, Jasper i Horacy są skutecznymi złodziejami, dzięki przebraniom autorstwa Estelli. Jasper załatwia jej pracę sprzątaczki w sklepie modowym Liberty of London. Estella liczy, iż jej talent zostanie dostrzeżony przez jej szefa Geralda. W końcu będąc pijaną dekoruje wystawę po swojemu. Wystawa jednak robi wrażenie na von Hellman, będącej właścicielką prestiżowego domu mody haute couture Baroness. Estella przyjmuje od niej pracę projektantki w Baroness, w którym od dawna marzyła pracować. Sukcesywnie pnie się po szczeblach kariery i zdobywa sympatię baronowej będącej wyniosłą i autorytarną osobą. Pewnego dnia Estella zauważa u szefowej naszyjnik Catherine, jednak baronowa twierdzi, że to klejnot rodowy, raz skradziony przez jej pracownicę.
Estella orientuje się, że tą pracownicą była jej matka i czując, że von Hellman nie mówi całej prawdy zamierza odzyskać naszyjnik. Okazja zbliża się na organizowany przez baronową Czarno-Biały Bal. Aby ukryć swoją tożsamość, Estella tworzy alter ego „Cruellę”, ujawniając swoje naturalne włosy, ukrywane dotychczas pod peruką i nosząc jeden ze starych projektów baronowej ze sklepu z odzieżą vintage należącego do ekstrawaganckiego Artiego. Na balu Cruella przyciąga uwagę, gdy Jasper i Horacy włamują się do skarbca baronowej, ale zdają sobie sprawę, że baronowa ma już na sobie naszyjnik. Tworzą zamieszanie, pozwalając Estelli wykraść naszyjnik. Baronowa przywołuje swoje dalmatyńczyki psim gwizdkiem i wówczas Estella zdaje sobie sprawę, że baronowa spowodowała śmierć Catherine.
Estella przypomina, że w trakcie zamieszania jeden z dalmatyńczyków baronowej połknął naszyjnik, więc na jej żądanie Jasper i Horacy je wszystkie porywają. Estella porzuca swe imię i jako Cruella zamierza konkurować z baronową. Zakłada firmę odzieżową, zaś felietonistka Anita Darling, jej jedyna przyjaciółka z czasów szkolnych ma pisać o niej artykuły. Zdobywająca rozgłos Cruella przyćmiewa baronową podczas różnych wydarzeń. Wściekła baronowa zwalnia swojego prawnika, Rogera Dearly’ego, gdy ten nie znalazł podstaw prawnych do pogrążenia Cruelli. Tymczasem Jaspera niepokoi coraz bardziej wyniosłe zachowanie Cruelli.
W końcu Cruella, dalej pracując jako Estella w Baroness, w sekrecie sabotuje wiosenną kolekcję baronowej umieszczając gniazda moli w jednej ze sukni. Następnie urządza pokaz mody punkowej w formie rockowego show, na którym pojawia się w odzieży w wzór sierści dalmatyńczyków. Baronowa sądzi, że Cruella oskórowała jej psy i domyśla się jej prawdziwej tożsamości. Wracająca do domu Estella staje w konfrontacji z baronową. Nie zabiła dalmatyńczyków i była to celowa prowokacja. Baronowa podpala budynek i zostawia rywalkę na śmierć, a Jaspera i Horacego wrabia w zabójstwo Cruelli. W ostatniej chwili ratuje ją John, kamerdyner baronowej. Ujawnia, że naszyjnik to kluczyk do skrytki z aktem urodzenia Estelli. W rzeczywistości baronowa jest matką Estelli, którą po narodzinach kazała zabić, aby skupić się na swojej karierze i zatrzymać spadek po mężu. John oddał dziecko Catherine, jednej ze pokojówek baronowej, by w tajemnicy wychowywała Estellę.
Estella uwalnia Jaspera i Horacego z aresztu policyjnego i wspólnie z Artiem i Johnem opracowuje plan zniszczenia baronowej. Na gali dobroczynnej organizowanej w rezydencji von Hellmanów zaproszeni goście w wyniku intrygi Estelli, ubierają się w hołdzie dla oficjalnie zmarłej Cruelli, przez co baronowa nie może jej zlokalizować. Na balkonie Estella konfrontuje się z matką, która udając pojednanie spycha ją z klifu, czego świadkiem są jej goście. Estella potajemnie przeżywa dzięki ukrytemu spadochronowi i przed „śmiercią” przekazała swoje dziedzictwo, w tym posiadłość von Hellmanów, Cruelli. Aresztowana baronowa przysięga zemstę. Estella na dobre porzuca dawną tożsamość i już jako Cruella de Mon wprowadza się na stałe do Suffolk. Roger, obecnie piszący piosenki, i Anita otrzymują od Cruelli szczenięta dalmatyńczyków – Pongo i Perditę.

## Obsada
| Rola                            | Aktor                    | Polski dubbing        |
| ------------------------------- | ------------------------ | --------------------- |
| Estella Miller / Cruella de Mon | Emma Stone               | Elżbieta Nagel        |
| 12-letnia Estella               | Tipper Seifert-Cleveland | Olga Cybińska         |
| 5-letnia Estella                | Billie Gadsdon           | Noemi Żbikowska       |
| baronowa von Hellman            | Emma Thompson            | Ewa Konstancja Bułhak |
| Jasper Badun                    | Joel Fry                 | Sebastian Cybulski    |
| młody Jasper                    | Ziggy Gardner            | Antoni Domin          |
| Horacy Badun                    | Paul Walter Hauser       | Sebastian Perdek      |
| młody Horacy                    | Joseph MacDonald         | Paweł Szymański       |
| Catherine Miller                | Emily Beecham            | Dominika Kluźniak     |
| John                            | Mark Strong              | Dariusz Kowalski      |
| Artie                           | John McCrea              | Artur Chamski         |
| Jeffrey                         | Andrew Leung             | Marcin Januszkiewicz  |
| Anita Darling                   | Kirby Howell-Baptise     | Ewa Prus              |
| 12-letnia Anita                 | Florisa Kamara           | Antonina Krylik       |
| Roger Dearly                    | Kayvan Novak             | Przemysław Glapiński  |
| Gerald                          | Jamie Demetriou          | Grzegorz Kwiecień     |

## Produkcja
Film aktorski opowiadający o Cruelli de Mon, postaci znanej z serii 101 dalmatyńczyków został przez The Walt Disney Company zapowiedziany już w 2011. Andrew Gunn został wówczas zatrudniony jako producent filmu, z kolei odtwórczynią roli Cruelli z adaptacji z 1996 roku oraz jej kontynuacji z 2000 roku – Glenn Close jako producentka wykonawcza. Kelly Marcel natomiast poprawiała scenariusz napisany pierwotnie przez Alice Brosh McKennę. 6 stycznia 2016 roku ogłoszono, że Emma Stone została obsadzona w głównej roli. W sierpniu tego samego roku, Jez Butterworth został zatrudniony do przepisania poprzedniego scenariusza, z kolei w listopadzie ogłoszono dołączenie do filmu Alexa Timbersa jako reżysera oraz Marca Platta na stanowisku producenta. W grudniu 2018 roku ujawniono jednak, że Craig Gillespie otrzymał stanowisko reżysera, zastępując tym samym Timbersa, który musiał opuścić projekt z powodu konfliktów w harmonogramie.
W maju 2019 roku ogłoszono angaż Emmy Thompson w roli Baronowej, opisywanej jako „antagonistka Cruelli, która wpłynie na jej przemianę w złoczyńcę, którą znamy dzisiaj”. Nicole Kidman, Charlize Theron, Julianne Moore i Demi Moore także były rozważane do zagrania tej roli, podczas gdy Dev Patel był przypisywany do zagrania Rogera Dearly’ego. W tym samym miesiącu Dana Fox i Tony McNamara zostali zatrudnieni do napisania najnowszej wersji scenariusza. W kolejnych miesiącach Joel Fry i Paul Walter Hauser zostali obsadzeni kolejno jako Jasper i Horacy.
W sierpniu 2019 roku, podczas eventu Disneya D23: Expo ogłoszono rozpoczęcie zdjęć do filmu oraz przedstawiono pierwszą grafikę przedstawiającą Stone jako Cruellę. Miesiąc później do obsady dołączyli Mark Strong, Emily Beecham i Kirby Howell-Baptise. Ostatni klaps padł na planie w listopadzie tego samego roku.
31 marca 2021 ogłoszono, że Nicholas Britell skomponuje muzykę do filmu.

## Wydanie
Amerykańska premiera filmu pierwotnie została zapowiedziana na 23 grudnia 2020 roku, ale została przełożona do 28 maja 2021 w momencie rozpoczęcia zdjęć. 23 marca 2021 ogłoszono, że film zostanie wydany jednocześnie z premierą kinową na Disney+ z powodu pandemii COVID-19. Światowa premiera miała miejsce natomiast 18 maja 2021 roku w El Capitan Theatre w Los Angeles. Podczas tego wydarzenia uczestniczyła obsada i ekipa produkcyjna filmu oraz zaproszeni specjalni goście. Premierom tym towarzyszył czerwony dywan oraz szereg konferencji prasowych.
Film otrzymał ograniczenie wiekowe PG-13 (za zgodą rodziców) od Motion Picture Assosciation ze względu na „obecność przemocy i elementów tematycznych”, stając się przy tym drugim po Mulan aktorskim remakiem Disneya, który przyjął to oznaczenie. W Polsce film zadebiutował w kinach również 28 maja 2021 roku i był dystrybuowany z przygotowanym przez SDI Media dubbingiem, wyreżyserowanym przez Artura Kaczmarskiego.

## Odbiór
Film Cruella spotkał się z umiarkowanie pozytywną reakcją krytyków. W agregatorze recenzji Rotten Tomatoes 74% z 367 recenzji uznano za pozytywne, a średnia ocen wystawionych na ich podstawie wyniosła 6,7/10. Na portalu Metacritic średnia ważona z 56 recenzji wyniosła 59 punktów na 100.
Według serwisu CinemaScore, zajmującego się mierzeniem atrakcyjności filmów w Stanach Zjednoczonych, publiczność przyznała mu ocenę A w skali od F do A+, podczas gdy PostTrak podało, że 84% widzów oceniło go pozytywnie, a 63% stwierdziło, że zdecydowanie poleciliby film.

### Nagrody
Na 94. ceremonii wręczenia Oscarów film otrzymał nagrodę w kategorii najlepsze kostiumy.

## Kontynuacja
4 czerwca 2021 r. Disney ogłosił, że sequel jest oficjalnie na wczesnym etapie rozwoju, a Gillespie i McNamara wrócą odpowiednio jako reżyser i scenarzysta. W sierpniu tego samego roku Emma Stone potwierdziła powrót do roli w kontynuacji.